# NGC 3709
NGC 3709 is een niet-bestaand object in het sterrenbeeld Leeuw. Het hemelobject werd in 1886 ontdekt door de Amerikaanse astronoom Ormond Stone.